# رشيد الدحداح
الكونت رشيد بن غالب بن سلوم الدحداح أو رُشَيْد الدحداح (1813 - 1889) أديب وصحفى وشاعر لبناني يرتقي أصل الشيخ رشيد الدحداح إلى أسرة بعيدة الشهرة في اقليم الفتوح النصراني السكاني. تلقى علومه في مردستي «عين ورقة» وب«زمار»: للأرمن الكاثوليك. أصدر في باريس مجلة سياسية وتاريخية وأدبية اسمها «برجيس باريس» سنة 1858، وترجم كتب كتيرة. 

## حياته
ولد في عرمون بلبنان ودرس في مدرسة عين ورقة، فأتقن عدة لغات. عينه الأمير بشير الشهابي أمين سره. وحين نفي الأمير إلى مالطة (1840م) انتقل الدحداح إلى صيدا لتدريس الشريعة الإسلامية (1843 – 1845).

## حياته الأدبية والاجتماعية
أسس مطبعة عربية في مرسيلية سنة 1845، واشتغل بالتجارة والأدب، ونشر فيها آثاراً نفيسة من كنوز الأدب العربي اللاسيكي وعلوم اللغة العربية. نذكر من بينها معجما عربيا للمطران جرمانوس فرحات بعد أن هذبه ورتبه وأصلح ما فيه من أغلاط (1849)، ونال عليه جائزة المجمع العلمي الفرنسي. وكتاب «نهاية الأدب في أخبار العرب» لإسكندر أبكاريوس. ثم انتقل إلى باريس، فأصدر «برجيس باريس وأنيس الجليس». وهو أول من استخدم اسم صحيفة، وكانت سياسية نصف شهرية تصدر بالعربية والفرنسية، وبسببها توثقت علاقته مع نابليون الثالث. وقد منحه بيوس التاسع لقب كونت.

### الصحافة
وما لبثت شمس الصحافة العربية السياسية الحرة أن بزغت في فرنسة خلال خمسينيات القرن الماضي. أنشئت أول صحيفة سياسية عام 1858 في مرسيلية وهي تاسعة الصحف العربية والمعروفة باسم «عطارد»، من قبل المستعرب الشهير منصور كارلوتي، الذي درس العربية في بيروت وكان عضوا في الجمعية العلمية السورية. لم تعمر هذه الجريدة طويلا في فرنسة حتى ذاعت شهرة الكونت رشيد الدحداح (1813-1889). وقد أصاب كريمسكي عين الحقيقة حين جزم بأن صحافة الجالية العربية في فرنسا نزلت إلى الميدان «ثقلا موازنا» لجريدة «حديثة الأخبار» التي اتصفت بالاعتدال في السياسة ومهادنة الحكومة، والتي يخشى صاحبها نشر كل ما يعارض ارادة السلطات التركية. 

### عهد بشير الثالث
وفي سنة 1841 عينه الأمير بشير الثالث حاكم لبنان كاتبا لأسراره. غير أنه ذهب ضحية لدسائس العملاء فتخلى عن وظيفته بالحاح من السلطات التركية، وكافح ضد نوايا عمر باشا التركي الرامية لاستلام منصب حاكم لبنان. وبعد تقسيم جبل لبنان إلى قائمقاميتين رحل مع عائلته إلى باريس، حيث منحه البابا بيوس التاسع لقب كونت سنة 1867.

### الطباعة
لى الرغم من اشتغاله في التجارة أسس مطبعة عربية في مرسيلية سنة 1845 نشر فيها آثارا نفيسة من كنوز الأدب العربي اللاسيكي وعلوم اللغة العربية. نذكر من بينها معجما عربيا للمطران جرمانوس فرحات بعد أن هذبه ورتبه وأصلح ما فيه من أغلاط، وكتاب «نهاية الأدب في أخبار العرب» لاسكندر أبكاريوس. ومن الطريف هنا أن ابراهيم بك النجار (1822-1864) الطبيب العسكري الذي تخرج من مدرسة القصر العيني بالقاهرة، كان قد زار مطبعة الدحداح في مرسيلية للوقوف على طبع كتابه «هدية الأحباب وهداية الطلاب» (في علم المواليد الثلاثة: الحيوان والنبات والجماد). واستجلب معه إلى بيروت أدوات مطبعية لينشئ فيها ثالث مطبعة.
وبعد حين نقل الدحداح مطبعته إلى باريس وواصل نشر الكتب النافعة، ومنها مؤلفه «قمطرة طوامير» وقد ضمنه مقالات لغوية وأبحاثا في الأدب والتاريخ والسياسة والجدل. وفي سنة 1858 أنشأ في اللغتين العربية والفرنسية جريدة «برجيس باريس وأنيس الجليس» وهي أدبية سياسية نصف شهرية عمرت نيفا وخمس سنين. حقا ان الجريدة كانت شديد الميل إلى فرنسة فاستقطبت الطوائف المسيحية، وخاصة المارونية، حول نجاحات السياسة الفرنسية في الشرق العربي، ولكنها لعبت دورا جديرا بالثناء ابان الحوادث الطائفية المصيرية في حياة عرب المشرق، اذ كانت تعرف قراءها تعريفا موضوعيا بحقيقة وجوهر الأحداث الدامية التي وقعت في جبل لبنان ودمشق سنة 1860، وبالاتجاهات السائدة في أروقة العواصم الأوربية بشأن قضية استقلال الجبل، علاوة على طول باعها في ميدان فضح الدسائس والمؤامرات التي كان يحيكها الباب العالي والسلطات التركية المحلية باتجاه اثارة النعرات الطائفية وزرع بذور الشقاق والعداء والاقتتال الطائفي بين النصرانيين والمسلمين. ورغم أن «برجيس باريس» كانت تجد طريقها إلى سورية بصعوبة بالغة، ولاسيما عقب صدور الأوامر السلطانية المشددة بمنعها من دخول سورية، فانها كانت تترك آثارا ايجابية في أوساط بعض المثقفين العرب.

## مؤلفاته
من مؤلفاته: 
- شرح ديوان ابن الفارض للبوريني والنابلسي؛
- شرح فقه اللغة للثعالبي؛
- طرب المسامع في كلام الجامع.

ويؤثر عنه اشتغاله بتنقية لغة الصحافة في عصره من عاميتها المبتذلة.

### الإنتاج الشعري
له قصيدة لامية طويلة مدح فيها «باي» تونس - محاذياً لامية كعب بن زهير في مديح الرسول، صلى الله عليه وسلم - مجلة المشرق - مجلده لسنة 1902، وله أبيات متفرقة قرظ فيها أحد مؤلفاته.
ينحصر نشاطه الشعري في تلك اللامية - المادحة المحاكية، فالدافع إليها، والغرض منها، وعلاقتها بالقصيدة الأصل تدفع إلى التقليد في مكونات القصيدة كافة، ومع هذا فقد واكبها التعثر وجاراها القصور وغابت عنها سلاسة الأصل، وريادته.

## الوفاة
توفي في قصره على ضفة بحر المانش.

## وصلات خارجية
- أعداد أولى لدوريات مجهولة. جريدة «برجيس بريس» الباريسية